# Bionaz
Bionaz (valle d'aostai patois dialektusban és 1939 es 1946 között neve olaszosítva Biona) egy község Olaszországban, Valle d’Aosta régióban.

## Elhelyezkedése

Bionaz község Valle d'Aosta térképén

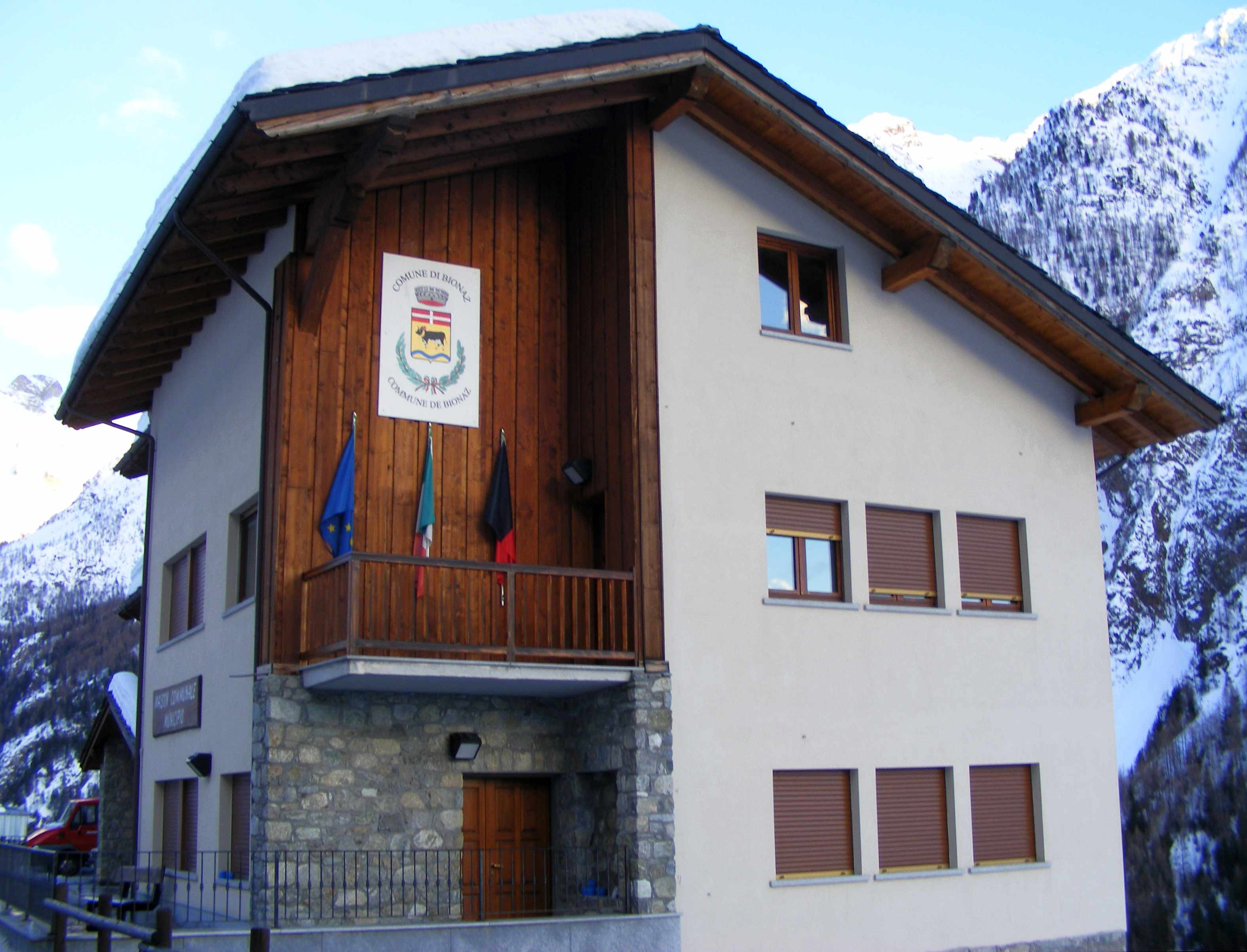
A községháza

Valle d'Aosta legészakibb községe. A harmadik legnagyobb területű település a régióban.